# Aleiodes robustipes
Aleiodes robustipes är en stekelart som beskrevs av Sergey A. Belokobylskij 2000. Aleiodes robustipes ingår i släktet Aleiodes och familjen bracksteklar. Inga underarter finns listade i Catalogue of Life.